# Fiódor Románovich (príncipe de Riazán)
Fiódor Románovich (en ruso: Фёдор Романович, fallecido en 1294) fue un noble ruso, Gran Príncipe de Pereyaslavl-Riazán. Era el mayor de los tres hijos de Román Ólgovich, por lo que pertenece a la rama Sviatoslávichi de la dinastía Rúrikovich. 
Su funeral aparece representado en una de las miniaturas de la Crónica Ilustrada de Iván el Terrible.

## Biografía
Fiódor accedió al gobierno tras la muerte de su padre, Román Ólgovich, en 1270. Durante su reinado, los tártaros de la Horda de Oro atacaron en dos ocasiones, en 1278 y 1288, el principado de Pereyaslavl-Riazán. Se desconoce si estuvo casado o tuvo descendencia. Murió en 1294 y fue sucedido en el trono por su hermano Yaroslav, el príncipe de Pronsk entre 1270 y 1294, que gobernaría hasta 1299. Su otro hermano, Konstantín, sucedería a Yaroslav primero en Pronsk (1294-99) y más tarde en Riazán (1299-1301, falleciendo en 1308.